# Señoras de Santana

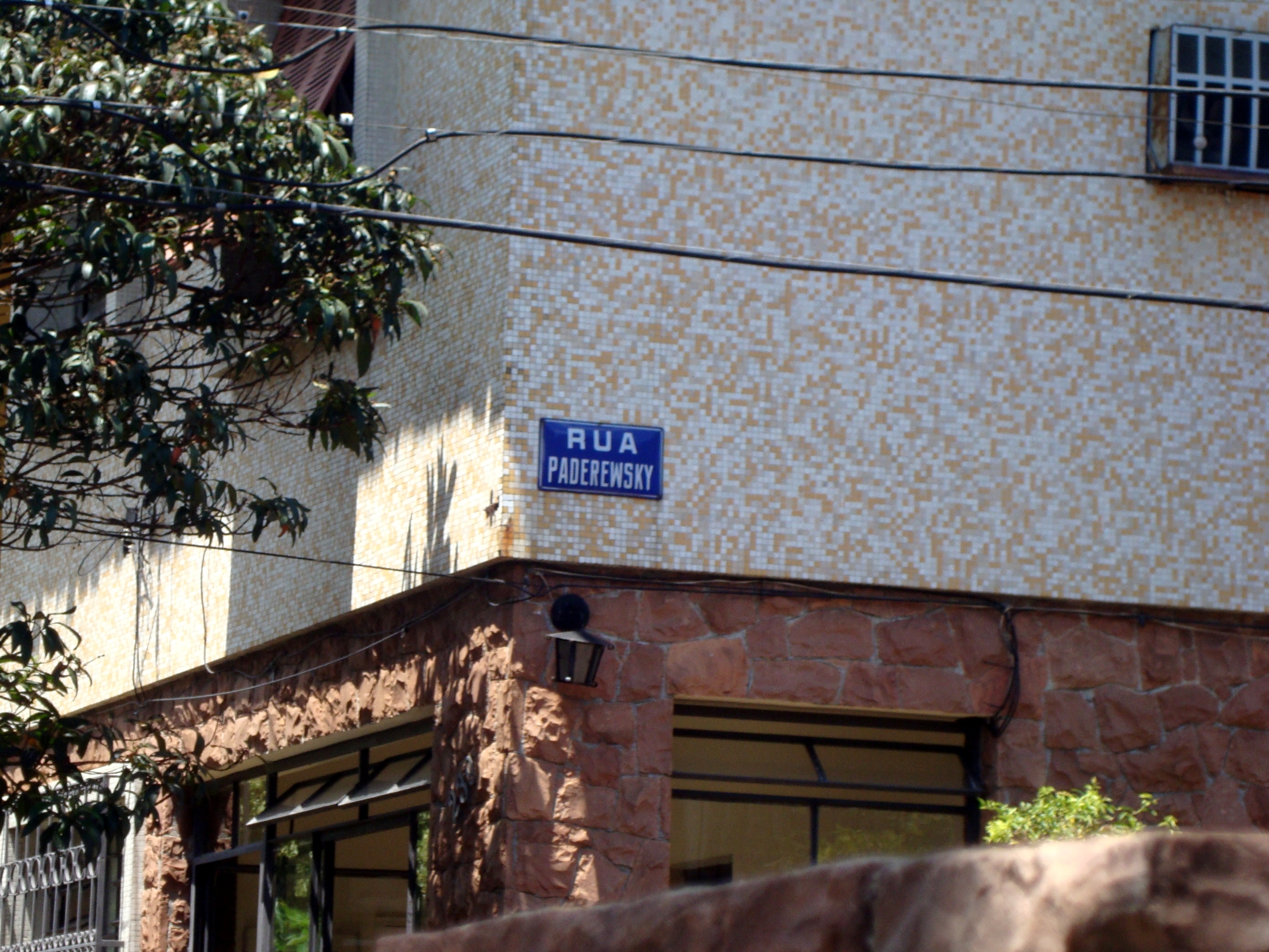
Placa de la Calle Paderewsky en una de las mansiones de la vía

Las Señoras de Santana (en portugués: Senhoras de Santana) fue un grupo brasileño formado en la década de 1980 que protestaban contra la sexualidad y el debate en televisión, defendiendo la censura. Junto a la Sociedad Brasileña de Defensa de la Tradición, Familia y Propiedad, es uno de los grupos tradicionalistas y conservadores que ganaron relevancia en los últimos años del siglo XX en Brasil.

## Historia
El grupo obtuvo este nombre debido a que viven y se reúnen en la Calle Paderewsky, una calle privada de lujo en la parte alta del barrio de Santana, en la zona norte de São Paulo. Luchó contra lo que consideraban ejemplo inmoral, desvergonzado y malo para los jóvenes en la televisión brasileña. Al principio sólo se dedicó a la caridad y reuniones de reflexión sobre el Evangelio. 
Poco después, comenzaron a organizar vigilias y protestas hasta las puertas de las estaciones de televisión. Uno de sus actos más recordados, fue acampar frente a la puerta de los estudios de la Cadena Globo, exigiendo que saquen del aire, el bloque de la sexóloga Marta Suplicy, de TV Mulher, que hablaba libremente sobre el sexo. Fracasó la Idea. Fueron Invitadas a varios programas Televisivos, muchos de ellos, Sensacionalistas, como "O Homem do Sapato Branco", en el show de Xênia Bier, y hasta en el Programa de Martha Suplicy. En la década de 1980, llegaron a reunir 100.000 firmas en una petición en contra de la pornografía. Financiados por sus maridos, fueron  a Brasilia a entregar personalmente el documento que el entonces ministro de Justicia, Ibrahim Abi-Ackel.
La atención que el ministro dio al grupo generó reacción en algunos editoriales preocupadas por un posible endurecimiento de la censura que se produjo cuando los periódicos estaban en la apertura política. 
Doña Nené dijo en una entrevista en 2000, que el ministro invitó a participar en la censura y discutir los criterios para las revistas y la televisión, pero dijo que también había demagogia:

“La Televisión retrata, estimula la disolución de los valores; no sólo es el sexo, sino también de manera acrítica la corrupción y la violencia se presentan como cosas naturales.”
Ercília César Silveira (Doña Nenê), Lideresa de la Liga de las Señoras de Santana.

El grupo rápidamente se ganó una mala reputación y se volvió objeto de burlas. Fueron llamados reiteradamente "fanáticas" y "sin amor", entre muchos otros adjetivos despectivos. Y el término "Señora de Santana" se convirtió, con el tiempo, era sinónimo de persona aburrida y poco práctico. Por otra parte, una de las organizadoras del movimiento, Ercília César Silveira, era la hija del general, en un momento cuando el país estaba todavía bajo el mando de la dictadura militar, lo que contribuyó a agravar aún más la reputación del grupo. A pesar de ello, el grupo se resistió durante algún tiempo, ganando el apoyo de otras mujeres en la sociedad, hasta disolverse a fines de la década de 1980, debido a las amenazas recibidas de muerte anónimas.

“Estamos viejas para esto, pero lamentamos que la sociedad sea indiferente y que hoy, solamente el Ministerio Público que encargue de la Inmoralidad que empeoró hace ya 20 años.”
Ercília César Silveira, Lideresa de la Liga de las Señoras de Santana, en una entrevista, fechada en el año 2000.

Las miembros restantes, todavía vivas, hoy se niegan a hablar y dar entrevistas sobre el tema, afirmando ser heridas por los medios de comunicación.  El grupo aún es recordado hoy por la misma. En 2008, el Diario Valor Econômico, de las Organizaciones Globo, consideró a Santana, como el Reducto Paulistano del Moralismo, afirmando que la religiosidad (de la Iglesia católica) tiene cierta relevancia en el barrio. También retrata las "nuevas Señoras de Santana". En el mismo año, hubo elecciones municipales y Suplicy, la archienemiga de las "Señoras", recibió un apoyo pésimo del distrito electoral de Santana, con una caída del 53% en comparación con las elecciones anteriores. El periódico hizo un tema desfavorable para esas señoras y los católicos conservadores del barrio. El candidato favorito del barrio era Gilberto Kassab, quien contó con el apoyo del 82,38% del Electorado Santanense.